# カエデ
カエデ（楓、槭樹、鶏冠木、蛙手）とはムクロジ科（旧カエデ科）カエデ属 (Acer) の落葉高木の総称。名前の由来は、葉の形がカエルの手「蝦手 (かへるで)」に似ていることから、呼び方を略してカエデとなった。
モミジ（紅葉、椛）とも呼ばれるが、葉の切れ込みが深いものを「モミジ」、葉の切れ込みが浅いものを「カエデ」と呼んでいる（植物学的には同じ系統）。赤・黄・緑など様々な色合いを持つ為、童謡では色を錦と表現している。また、英語圏では一般にMaple（メイプル、メープル）と称する。カエデ属の学名ラテン語 acer とドイツ語名 Ahorn は、英語の edge と同じく「尖った、鋭い」を意味する印欧語の共通の語根に由来し、葉が尖っていることからの命名であろう。

## 特徴

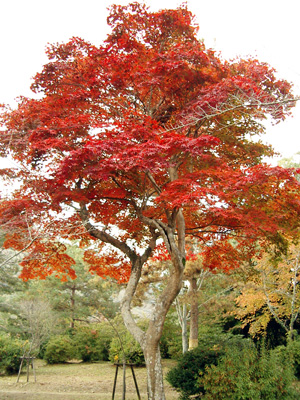
落葉前の紅葉

世界におよそ130種が存在する。その多くはアジアに自生している。他にヨーロッパ、北アフリカ、北アメリカに存在する。南半球に自生するものはダダープティノキ（マレー語: kayu dadah petih; 学名: Acer laurinum; シノニム: A. niveum）1種のみである。ヨーロッパには、17世紀に北アメリカ東海岸のカエデが持ち込まれ、19世紀に日本や中国を旅したヨーロッパ人によって多くのカエデが持ち込まれた。
日本は世界有数の多品種のカエデが見られる国で自生種は27種が存在する（園芸種は120種以上）。日本のカエデとして代表されるのはイロハモミジである。福島県から九州の山野に自生しているほか、古くから栽培も行われている。園芸種として複数の栽培品種があり、葉が緑色から赤に紅葉するものや最初から紫色に近い葉を持ったものもある。
一般に高木になる。落葉樹が多く落葉広葉樹林の主要構成種であるが、沖縄諸島、奄美群島に自生するクスノハカエデ（学名: A. oblongum）のように常緑樹もある。葉は対生し、葉の形は掌状に切れ込んだものが多く、カエデの和名もこれに由来する（下記#和名参照）。しかし、三出複葉（メグスリノキ）や単葉（ヒトツバカエデ、チドリノキ、クスノハカエデ）のものもある。
花は風媒花で、花弁は目立たなく小さい。果実は、片翼の翼果が二つずつ（稀に三つのこともある）種子側で密着した姿でつく。脱落するときは空気の抵抗を受けて回転し、滞空時間を稼いで風に運ばれやすくなっている。
カエデが受けやすい病害虫として、病害にはうどんこ病や胴枯れ病、虫害にはヒロヘリアオイラガやゴマダラカミキリによるものがある。
|        | 1961年 - 1990年 平年値 | 1961年 - 1990年 平年値 | 1961年 - 1990年 平年値 | 1991年 - 2020年 平年値 | 1991年 - 2020年 平年値 | 1991年 - 2020年 平年値 | 最早値   | 最早値   | 最晩値   | 最晩値   |              |
| 都市   | 紅葉日                 | 落葉日                 | 日数                   | 紅葉日                 | 落葉日                 | 日数                   | 紅葉日   | 落葉日   | 紅葉日   | 落葉日   | 標本木       |
| ------ | ---------------------- | ---------------------- | ---------------------- | ---------------------- | ---------------------- | ---------------------- | -------- | -------- | -------- | -------- | ------------ |
| 釧路   | 10月10日               | 10月27日               | 約17日                 | 10月16日               | 10月24日               | 約08日                 | 09月27日 | 10月08日 | 10月26日 | 11月14日 | イタヤカエデ |
| 札幌   | 10月18日               | 11月03日               | 約16日                 | 10月28日               | 11月05日               | 約08日                 | 09月26日 | 10月26日 | 11月11日 | 11月29日 | ヤマモミジ   |
| 青森   | 11月06日               | 11月15日               | 約11日                 | 11月13日               | 11月23日               | 約10日                 | 10月14日 | 11月06日 | 11月28日 | 12月02日 | イロハカエデ |
| 仙台   | 11月12日               | 11月30日               | 約18日                 | 11月21日               | 12月06日               | 約15日                 | 10月25日 | 11月10日 | 12月01日 | 12月17日 | イロハカエデ |
| 新潟   | 11月08日               | 11月25日               | 約17日                 | 11月15日               | 11月30日               | 約15日                 | 10月25日 | 11月13日 | 11月27日 | 12月13日 | イロハカエデ |
| 金沢   | 11月10日               | 11月29日               | 約19日                 | 11月24日               | 12月04日               | 約10日                 | 10月25日 | 11月18日 | 12月03日 | 12月17日 | イロハカエデ |
| 東京   | 11月28日               | 12月06日               | 約08日                 | 11月28日               | 12月13日               | 約15日                 | 11月08日 | 11月28日 | 12月05日 | 12月29日 | イロハカエデ |
| 名古屋 | 11月21日               | 12月10日               | 約19日                 | 11月28日               | 12月11日               | 約13日                 | 11月10日 | 11月23日 | 12月14日 | 12月31日 | イロハカエデ |
| 大阪   | -                      | -                      | -                      | 12月01日               | 12月13日               | 約12日                 | 11月22日 | 12月04日 | 12月10日 | 01月04日 | イロハカエデ |
| 広島   | 11月21日               | 12月21日               | 約20日                 | 11月22日               | 12月09日               | 約17日                 | 11月08日 | 11月20日 | 12月08日 | 01月06日 | イロハカエデ |
| 高知   | 11月23日               | 12月14日               | 約21日                 | 12月02日               | 12月23日               | 約21日                 | 11月08日 | 11月30日 | 12月13日 | 01月24日 | イロハカエデ |
| 福岡   | 11月11日               | 12月09日               | 約28日                 | 12月01日               | 12月14日               | 約13日                 | 10月12日 | 11月26日 | 12月16日 | 12月29日 | イロハカエデ |
| 鹿児島 | 11月26日               | 12月15日               | 約19日                 | 12月15日               | 12月24日               | 約09日                 | 10月22日 | 11月26日 | 01月14日 | 01月29日 | イロハカエデ |
| 那覇   | -                      | -                      | -                      | -                      | -                      | -                      | -        | -        | -        | -        | -            |

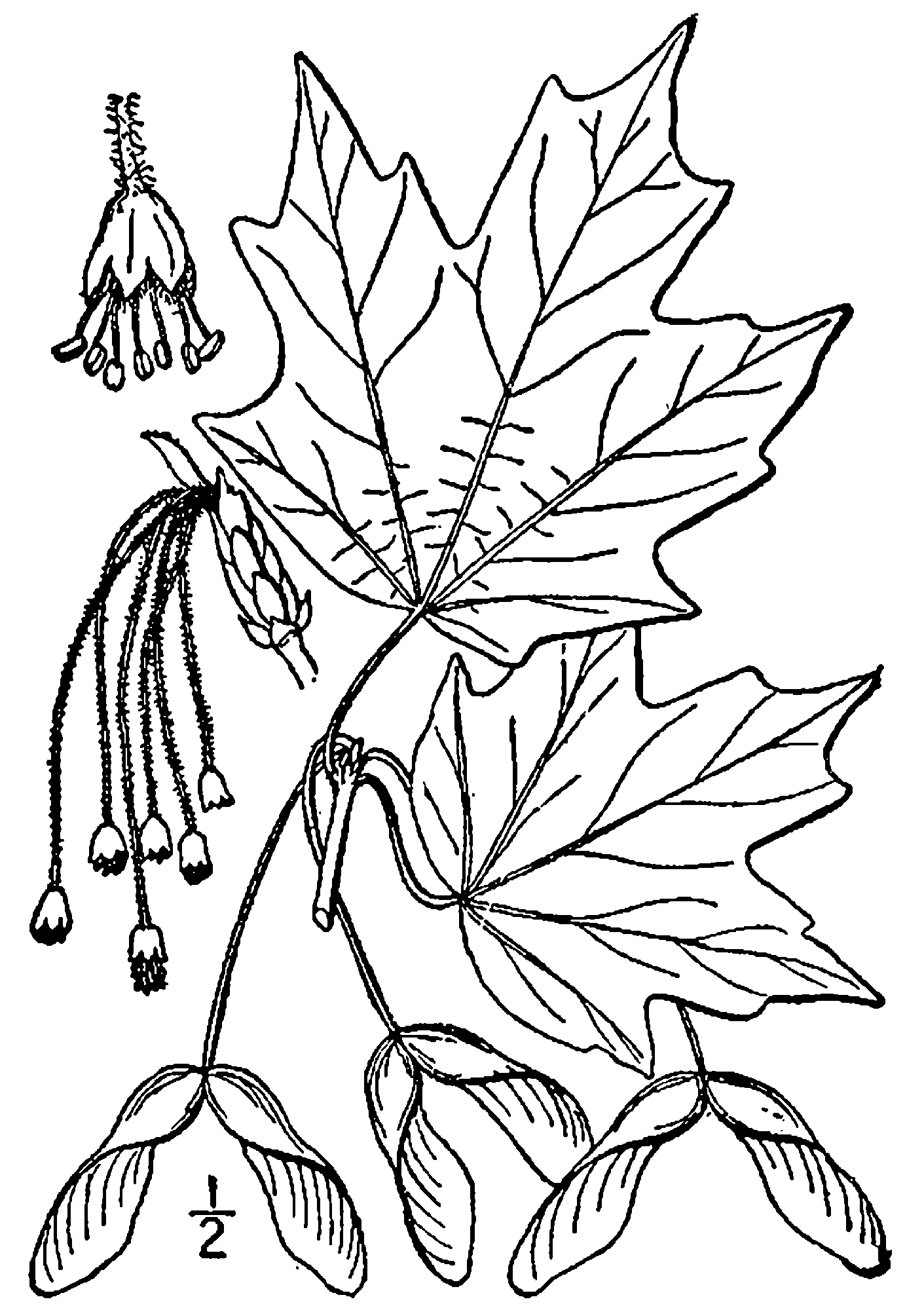
サトウカエデ・図版
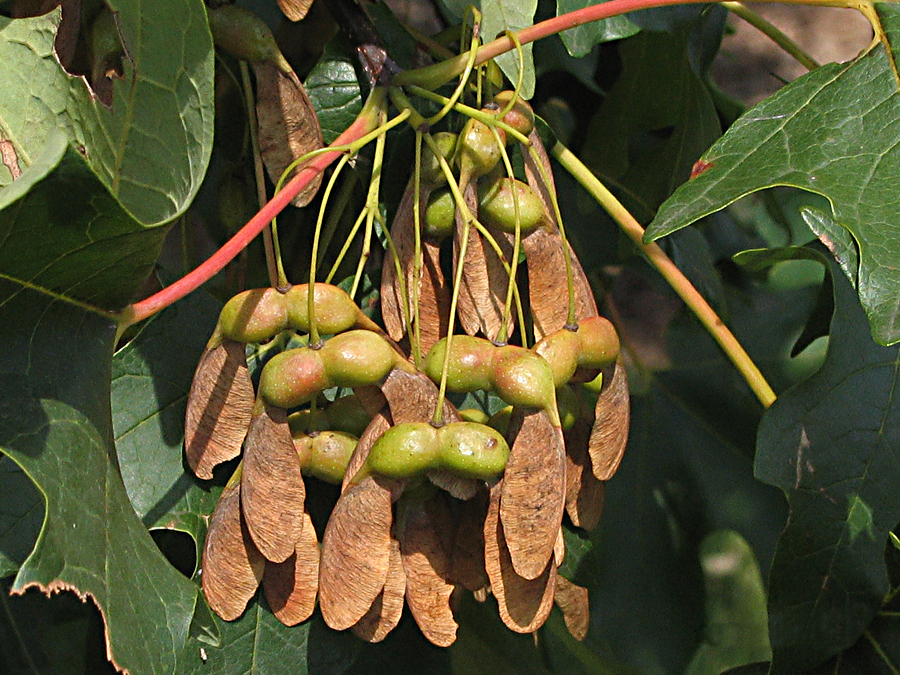
同・果実の状態
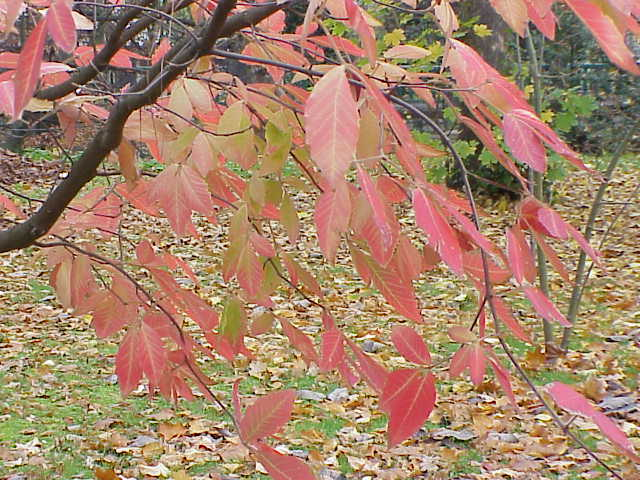
メグスリノキ(目薬木、別名チョウジャノキ、長者の木）
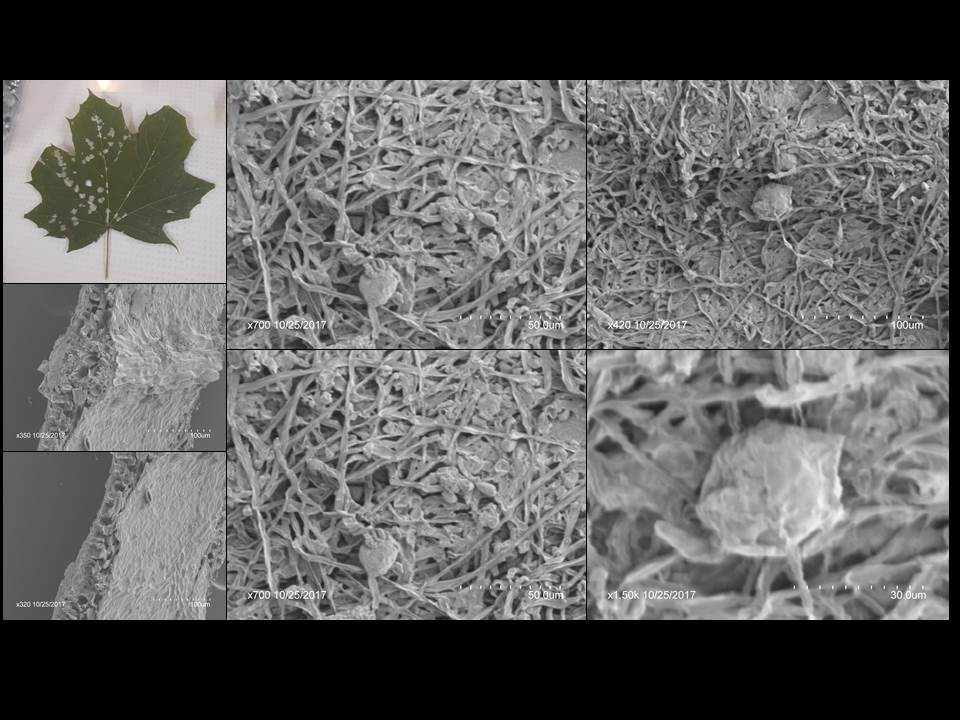
うどんこ病になった葉の電子顕微鏡画像

## 主な種
- オオモミジ（ヒロハモミジ、ホロナイカエデ、エゾオオモミジ） Acer amoenum Carrière
  - ナンブコハモミジ var. nambuanum (Koidz.) K.Ogata
  - ホロナイカエデ f. horonaiense (Nakai) K.Ogata
  - ホンドウジカエデ（ヤマモミジ） var. matsumurae (Koidz.) K.Ogata
  - フカギレオオモミジ（ミヤジマカエデ） f. palmatipartitum (Koidz.) K.Ogata
- アサノハカエデ Acer argutum Maxim.
- ナンゴクミネカエデ Acer australe (Momot.) Ohwi et Momot.
- トウカエデ Acer buergerianum Miq.
- ホソエカエデ Acer capillipes Maxim.
- チドリノキ（ヤマシバカエデ） Acer carpinifolium Sieb. et Zucc.
- ミツデカエデ Acer cissifolium (Sieb. et Zucc.) K.Koch
- ウリカエデ Acer crataegifolium Sieb. et Zucc.
- カジカエデ（オニモミジ） Acer diabolicum Blume ex Koch
- ヒトツバカエデ Acer distylum Sieb. et Zucc.
- カラコギカエデ Acer ginnala Maxim.
- シマウリカエデ Acer insulare Makino
- ハウチワカエデ（メイゲツカエデ、アカバナハウチワカエデ、ネバリハウチワカエデ、オオメイゲツ、シナノハウチワカエデ、ケハウチワカエデ）Acer japonicum Thunb.
  - エゾメイゲツカエデ （モミジハウチワ） f. microphyllum (Koidz.) Rehder
- メグスリノキ Acer maximowiczianum Miq.
- コミネカエデ Acer micranthum Sieb. et Zucc.
- クロビイタヤ Acer miyabei Maxim.
- ヤクシマオナガカエデ Acer morifolium Koidz.
- トネリコバノカエデ（ネグンドカエデ）Acer negundo
- テツカエデ Acer nipponicum H.Hara
- クスノハカエデ Acer oblongum Wallich.
- イロハモミジ Acer palmatum Thunb.
  - ベニシダレ var. dissectum Koidz.
  - ヤマモミジ var. matsumurae (Koidz) Ogata
オオモミジの変種とされる場合もある。
  - ノムラカエデ var. sanguineum (Nakai)
  - アオシダレ f. aosidare Nemoto
  - ヒガサヤマ f. hikasayama Koidz.
  - シメノウチ（アオノ七五三） f. linearilobum (Nakai)
  - オオサカズキ f. ohsakazuki Koidz.
- イタヤカエデ Acer pictum Thunb.（シノニムAcer mono Maxim. var. marmoratum (Nichols.) Hara f. dissectum (Wesmael) Rehder）
  - エンコウカエデsubsp. dissectum (Wesm.) H.Ohashi f. dissectum (Wesm.) H.Ohashi
  - ウラゲエンコウカエデ f. connivens (G.Nicholson) H.Ohashi
  - タイシャクイタヤ subsp. taishakuense (K.Ogata) H.Ohashi
  - オニイタヤ subsp. pictum f. ambiguum (Pax) H.Ohashi
  - エゾイタヤ subsp. mono (Maxim.) H.Ohashi
  - ウラジロイタヤ subsp.  glaucum (Koidz.) H.Ohashi
  - イトマキイタヤ subsp. savatieri (Pax) H.Ohashi
  - アカイタヤ subsp. mayrii (Schwer.) H.Ohashi
- ハナノキ Acer pycnanthum K.Koch.
- アメリカハナノキ（ルブラカエデ、アカカエデ、ベニカエデ） Acer rubrum L.
- ウリハダカエデ Acer rufinerve Sieb. et Zucc.
- サトウカエデ Acer saccharum Marshall
- オオイタヤメイゲツ Acer shirasawanum Koidz.
- コハウチワカエデ（イタヤメイゲツ） Acer sieboldianum Miquel
  - ヒメウチワカエデ（コハウチワカエデ） f. microphyllum Hara
- ヒナウチワカエデ Acer tenuifolium (Koidz.) Koidz.
- ミヤサマカエデ（タイワントウカエデ） Acer trifidum Hook. et Arn. var. formosanum Hayata
- ミネカエデ Acer tschonoskii Maxim.
- オガラバナ Acer ukurunduense Trautv. et C.A.Mey.

## 文化との関わり

カナダの国旗

### 和名
カエデの名称の由来は、葉がカエルの手に似ていることから「カエルデ」と呼ばれ、それが転訛したものとされている。
大伴田村大嬢の和歌に「わが宿に もみつかへる手見るごとに 妹をかけつつ 恋ひぬ日はなし」(『万葉集』1623番)がある。
日本ではカエデを通例「楓」と書くが、中国ではカエデに「槭」の字をあて、「楓」はマンサク科のフウを指す。フウとカエデは葉の形が似ているが、カエデの葉は対生、フウの葉は互生につき、異なる植物である。かつてはカエデ科の木には「槭」が用いられていたが、この字は常用漢字に含まれず、替わって「楓」が充てられることが多くなった。
「楓」は日本人の人名としても用いられることが多い。古くから使われており、源平合戦で活躍した佐藤継信の妻の名が楓であったと伝わっている。主に女性名であるが、男性にも名付けられることがある。

#### 和名その他
- ニワトリの足先を食用にするとき、3つに分かれている形状からモミジという。
- ダイコンに穴を開けて唐辛子を詰め、一緒にすりおろしたものをもみじおろしという。
- 和文通話表で、「も」を送る際に「モミジのモ」という。
- 花札では10月の絵柄として、「紅葉に鹿」、「紅葉に青短」、カス2枚が描かれる。
- 日本の家紋の紅葉紋および楓紋に関しては紅葉#文様を参照。

### アイヌ
北海道アイヌはイタヤカエデをトペニ、トペンニ（アイヌ語: topeni, topen'ni）と呼称した。これは乳汁を意味するtopeと木を意味するniを語源とする。一方で樺太アイヌはニㇱテニやオニㇱテニ（樺太アイヌ語: nisiteni, onisteni）と呼び習わした。これらはどちらも堅い(niste-, oniste-)木(ni)を意味する。

アイヌ文化では樹液はそのまま飲む、飴にする、アイスキャンディーにするなど甘味料としての利用が図られた。
また、木材としても良質なため、炉鍵や器具の柄、マキㇼ(小刀)の鞘などの彫刻を伴う品にも使われた。

### 西洋
カナダの国旗は、サトウカエデの葉をデザインしたものである。カナダにはある夫婦がメープルシロップを発見した伝説が伝わっている。夫が狩りで仕留めた大鹿を料理しようとした妻が、水汲み場が遠いため、サトウカエデの木に穴をあけ、その樹液で肉を煮たところ、肉は焦げ、食べられなくなっていた。帰宅した夫が鍋に指をいれたところ、それは甘くておいしかった。こうしてメープルシロップが発見されたという。

## 用途

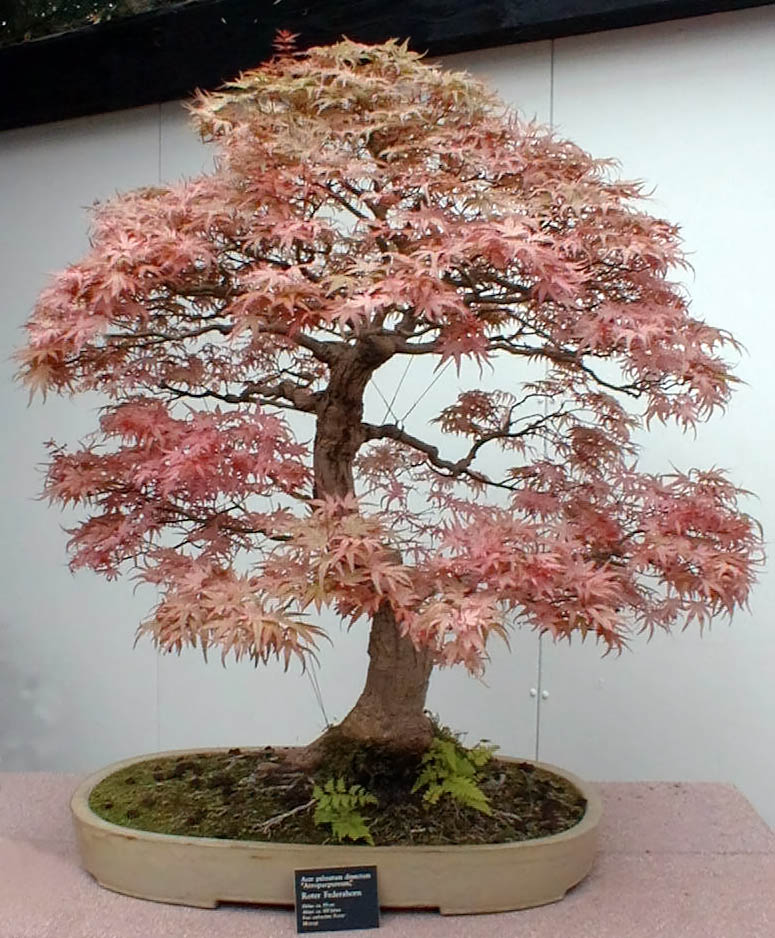
カエデの盆栽

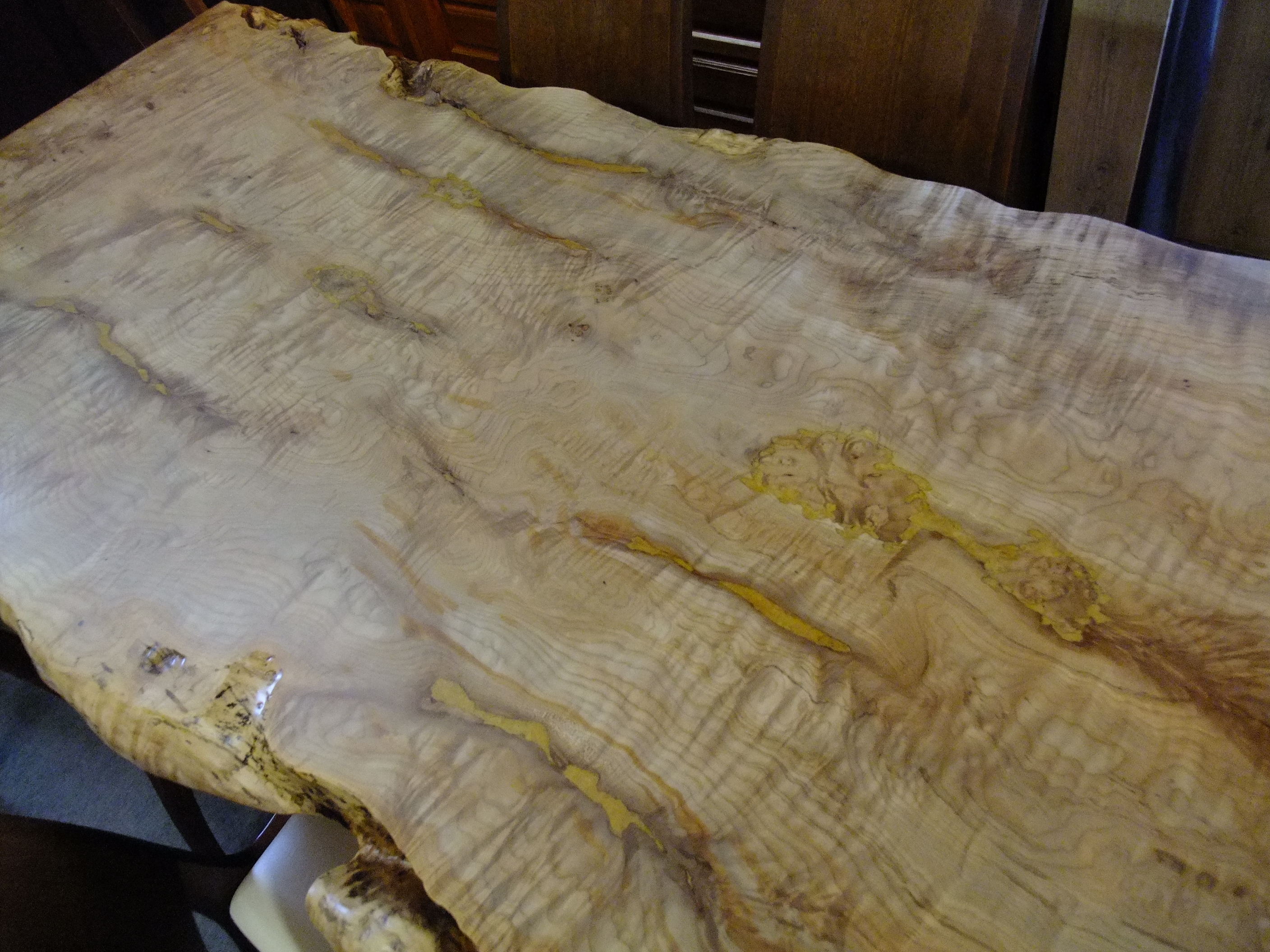
カエデの一枚板テーブル

### 園芸
日本では鮮やかな紅葉が観賞の対象とされ、庭木、盆栽に利用するために種の選抜および、品種改良が行われた。諸外国では木材や砂糖の採取、薬用に利用されるのみであったが、明治時代以後に西洋に日本のカエデが紹介されると、ガーデニング素材として人気を博し、西洋の美意識による品種も作られ、日本に「西洋カエデ」として逆輸入されている。

### 食用
サトウカエデといわれる種は樹液が甘いので、これを採集し煮詰めてメープルシロップを作ることで知られている。
まれなケースとしては、愛知県の香嵐渓で、落葉したカエデの葉を1年間塩漬けにして灰汁抜きをしたものを天ぷらにして食すことがある。香嵐渓の場合は砂糖を入れた衣にくぐらせて揚げる。その他、大阪府箕面市でもカエデの葉に甘い衣をつけて揚げたものが土産品として売られている。ただし、ここで使われているカエデは食用に栽培された特殊なもので自然のものではない。さらに香嵐渓と同じような下処理をしている。

### 薬用
メグスリノキは、苦味成分のロドデノール（視神経を活発化させる作用がある）が多く含まれている。また、古来より漢方薬として利用されており、葉や樹皮を煎じて飲用したり洗眼薬にしていたのでこの名前がついている。なお、山地に自生している。

### 木材

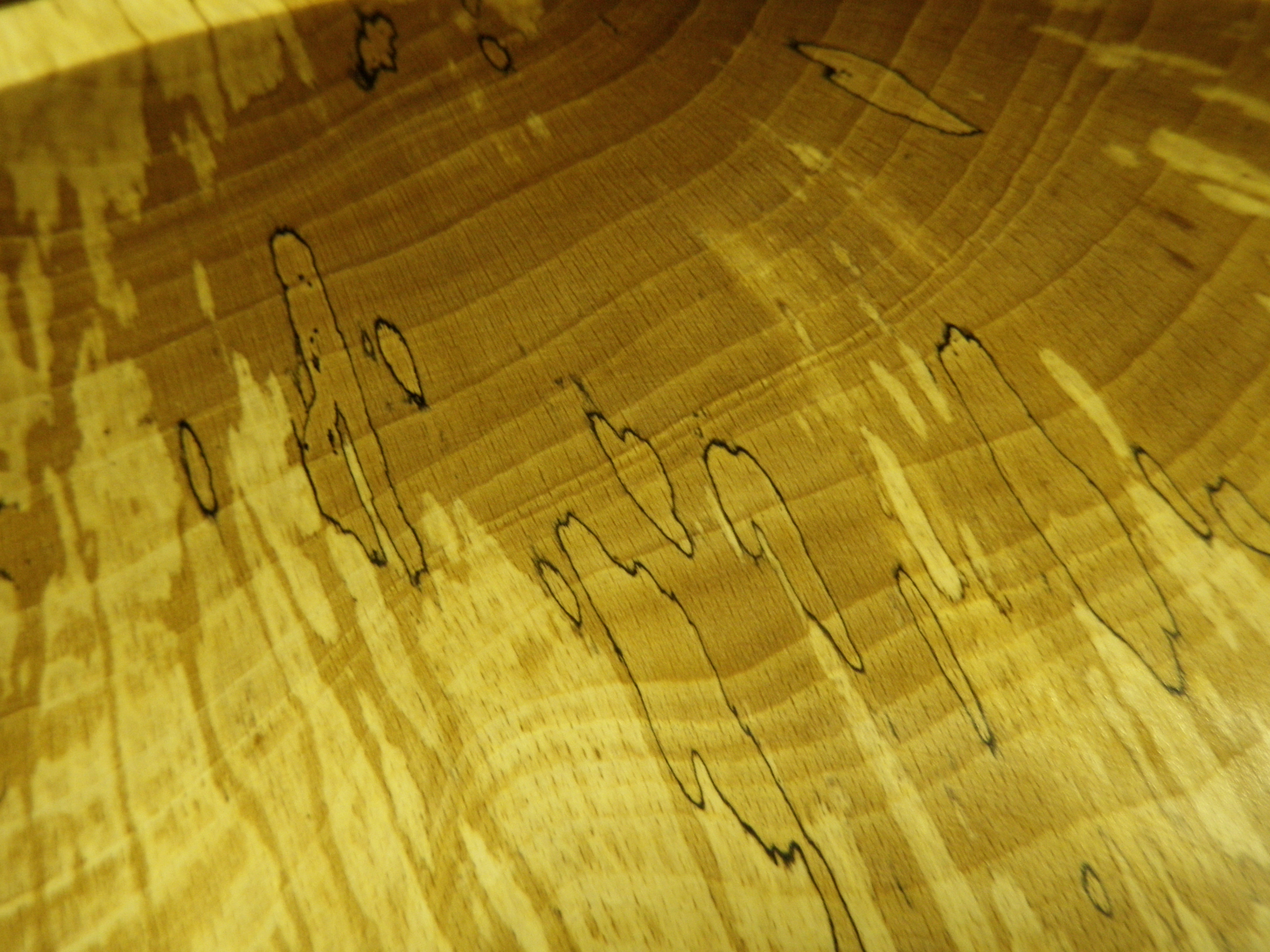
スパルト材の部分

カエデは木材として用いられ、国産のものは楓材、西洋から輸入されたものはメイプル材と呼ばれて流通することが多い。また、ヨーロッパ産のメイプル材はシカモアメイプル、北アメリカ産のメイプル材は、品種によってハードメイプルとソフトメイプルに区別される。ハードメイプルはソフトメイプルよりも25%硬いとされる。
ハードメイプル
サトウカエデのこと。北米、カナダ産出。重硬で肌目は緻密で衝撃にも強い。心材は硬く、辺材が用いられることが多い。鳥眼杢（バーズアイ）が現れることがある。建築材、家具、ボウリングのレーンやピン・楽器・野球のバット（バリー・ボンズが使いはじめたことにより広まった）に使用される。
ソフトメイプル
レッドメイプル、シルバーメイプル、ボックスエルダー、ビッグリーフメイプルなどの総称。加工性が良く、狂いも少ないが虫害に弱い。だが、時に虫穴からバクテリアによる汚れが入ったために暗い縞模様を呈したものがスパルト材（スポルト材）と呼ばれ、銘木として賞用に用いられる（詳細はen:Spaltingを参照）。用途はハードメイプルとほぼ同じ。